# Allée Elsa-Triolet
Allée Elsa-Triolet är en gata i Quartier des Halles i Paris första arrondissement. Allée Elsa-Triolet, som är belägen i Jardin du Palais-Royal, är uppkallad efter den franska författarinnan och motståndskvinnan Elsa Triolet (1896–1970). Allée Elsa-Triolet, som invigdes år 2013, börjar vid Rue Berger och slutar vid Rue Coquillière.

## Omgivningar
- Saint-Eustache
- Hallarna
- Jardin Nelson-Mandela
- Palais-Royal

## Bilder
| - Gatuskylt. - Elsa Triolet. |

## Kommunikationer
- Tunnelbana – linjerna  – Les Halles

### Webbkällor
- ”Dénomination « Elsa Triolet » à l’allée nord-sud du jardin Nelson Mandela, rue Berger (1er)” ( PDF). Mairie de Paris. 21 mars 2014. Arkiverad från originalet den 10 september 2022. https://archive.ph/sbK48. Läst 10 september 2022.